# 保加利亞牧羊犬

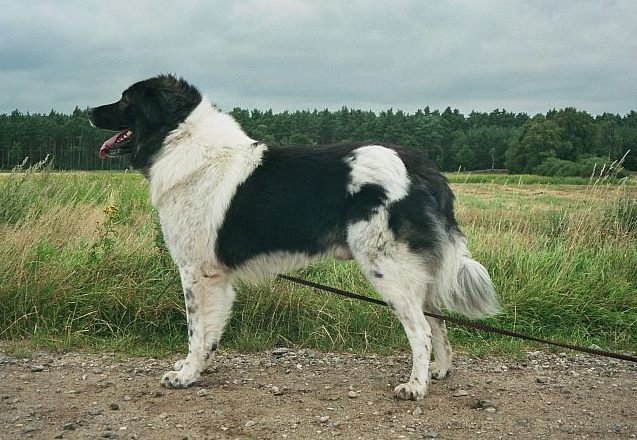

保加利亞牧羊犬，又名卡拉卡昌犬，是一種起源於保加利亞的犬種，具備典型家畜守護犬的天性，當主人或羊群遇到危險時，它會毫不猶豫地與狼或熊戰鬥，堪稱為「狼殺手」，亦因為這個性格而被用作邊防軍看守犬。
2003年美國總統乔治·沃克·布什訪問保加利亞時，保加利亞總統格奥尔基·珀尔瓦诺夫向他贈送了一隻保加利亞牧羊犬。 2010年，保加利亞總理博伊科·鲍里索夫將一隻名為「巴菲」的保加利亞牧羊犬作為禮物送給俄羅斯總理弗拉基米尔·普京。

## 外部連結
- . John Zeiner & Sider and Atila Sedefchev.   [2008-04-20]. （原始内容存档于2021-05-14）.
- . save-foundation.   [2008-04-20]. （原始内容存档于2008-05-07）.
- . The sofiaecho.   [2008-04-28]. （原始内容存档于2016-03-04）.
- .   [2008-04-25]. （原始内容存档于2005-12-27） （荷兰语）.
- Marinov, Miroslav; Teofanova, D.; Gadjev, D.; Radoslavov, G.; Hristov, P. . PeerJ. 27 June 2018, 6: e5060. PMC 6026455 . PMID 29967734. doi:10.7717/peerj.5060 .